# Peã
Peã (em grego: παιάν, παιήων, παιών; romaniz.: paián, paiéon, paión) é um hino ou música, originalmente cantado em honra a Apolo, e parece ser tão antigo quanto o culto a essa divindade. A etimologia da palavra é incerta. Alguns supõem que se originou de Péon, deus da cura, mas nos poemas homéricos é sempre citado como divindade separada, distinta de Apolo. Outros escritores, com ainda menos probabilidade, conectam-na a παίω, "atacar". O peã sempre foi de natureza alegre, e sua melodia e sons expressavam esperança e confiança. O som de ιή parece estar invariavelmente ligado a ele. Foi cantado por várias pessoas, uma das quais provavelmente liderou as outras, e os cantores marcharam adiante ou sentaram-se juntos à mesa. Com base em episódios presentes na Ilíada (Aquiles, após a morte de Heitor, apela aos companheiros para que voltem aos navios cantando um peã por causa da glória que conquistaram; e os aqueus, depois de restabelecerem Criseida ao pai, cantam um peã a Apolo no final do banquete de sacrifício, a fim de apaziguar sua ira) é possível dizer que era uma canção de ação de graças quando o perigo passava, e também um hino para aplacar o deus. Foi cantado nos solenes festivais de Apolo, em especial na Hiacíntia, e também foi cantado desde muito cedo nos templos pítios.
Também foi cantado como canção de batalha, tanto antes do ataque ao inimigo quanto após o término da batalha. A prática parece ter sido principalmente praticada entre os dórios, mas também era comum entre os outros Estados gregos. Diz-se que a origem dela surgiu do fato de Apolo ter cantado após a vitória sobre píton. O peã cantado antes dum noivado foi chamado pelos espartanos παιάν εμβατήριος. O escoliasta sobre Tucídides diz que o peã que foi cantado antes da batalha era sagrado para Ares e o que foi cantado depois para Apolo; existem fortes razões para se pensar que o peã, como música de batalha, não foi, em épocas posteriores, particularmente relacionado à adoração de Apolo. É certo que foi cantado posteriormente para a honra de outros deuses além de Apolo. Assim, Xenofonte relata que os lacedemônios em certa ocasião cantaram-o a Posidão, para aplacá-lo após um terremoto, e também que o exército grego na Ásia cantou-o a Zeus. Ainda em épocas posteriores, os peãs eram cantados em homenagem aos mortais. Assim, Arato cantou-os em honra a Antígono da Macedônia; um peã, composto por Alexino, foi cantado em Delfos em honra a Crátero da Macedônia; e os ródios celebraram Ptolomeu I, faraó do Egito, da mesma maneira. Os calcídios, na época de Plutarco, continuavam a celebrar num peã os louvores de seu benfeitor, Tito Quíncio Flaminino. A prática de cantar o peã em banquetes, e sobretudo no final do banquete, quando libações eram servidas aos deuses, era muito antiga. É citado por Alemão, que viveu no século VII a.C.. O peã continuou sendo cantado nessas ocasiões até períodos posteriores.